# Alacantí
Alacantí (em castelhano: Campo de Alicante) é uma comarca da Comunidade Valenciana, na Espanha. Está localizada na província de Alicante, e sua capital é o município de Alicante. Limita com as comarcas de Baix Vinalopó, Marina Baixa, Alcoià, Vinalopó Mitjà, e também com o mar Mediterrâneo.

## Municípios
| Município               | População | Superfície | Densidade |
| ----------------------- | --------- | ---------- | --------- |
| Alicante                | 328.648   | 201,27     | 1.632,87  |
| San Vicente del Raspeig | 56.302    | 40,55      | 1.388,46  |
| Campello                | 27.356    | 55,27      | 494,95    |
| Muchamiel               | 24.256    | 47,65      | 509,05    |
| San Juan de Alicante    | 22.825    | 9,64       | 2.367,74  |
| Jijona                  | 7.205     | 163,76     | 44,00     |
| Agost                   | 4.707     | 66,64      | 70,63     |
| Busot                   | 3.075     | 33,84      | 90,87     |
| Aguas de Busot          | 937       | 18,47      | 50,73     |
| Torremanzanas           | 746       | 36,48      | 20,45     |